# Recopa d'Europa de futbol 1990-91
La Recopa d'Europa de futbol 1990-91 fou la trenta-unena edició de la Recopa d'Europa de futbol. La final fou guanyada pel Manchester United FC contra el FC Barcelona.

## Ronda preliminar
| Equip 1               | Global | Equip 2     | Anada | Tornada |
| --------------------- | ------ | ----------- | ----- | ------- |
| Bray Wanderers A.F.C. | 1-3    | Trabzonspor | 1-1   | 0-2     |

## Primera ronda
| Equip 1               | Global | Equip 2             | Anada | Tornada |
| --------------------- | ------ | ------------------- | ----- | ------- |
| Nea Salamis FC        | 0-5    | Aberdeen FC         | 0-2   | 0-3     |
| Legia Varsòvia        | 6-0    | FC Swift Hesperange | 3-0   | 3-0     |
| Olympiakos FC         | 5-1    | KS Flamurtari       | 3-1   | 2-0     |
| 1. FC Kaiserslautern  | 1-2    | UC Sampdoria        | 1-0   | 0-2     |
| Manchester United FC  | 3-0    | Pécsi MFC           | 2-0   | 1-0     |
| Wrexham A.F.C.        | 1-0    | Lyngby BK           | 0-0   | 1-0     |
| Montpellier HSC       | 1-0    | PSV Eindhoven       | 1-0   | 0-0     |
| Glentoran FC          | 1-6    | Steaua Bucureşti    | 1-1   | 0-5     |
| KuPS                  | 2-6    | FC Dinamo de Kíev   | 2-2   | 0-4     |
| Sliema Wanderers      | 1-4    | Dukla Praga         | 1-2   | 0-2     |
| Fram                  | 4-1    | Djurgårdens IF      | 3-0   | 1-1     |
| Trabzonspor           | 3-7    | FC Barcelona        | 1-0   | 2-7     |
| Viking FK             | 0-5    | R.F.C. de Liège     | 0-2   | 0-3     |
| CF Estrela da Amadora | 2(p)-2 | Neuchâtel Xamax     | 1-1   | 1-1(pr) |
| PSV Schwerin          | 0-2    | FK Austria Wien     | 0-2   | 0-0     |
| FC Sliven             | 1-8    | Juventus FC         | 0-2   | 1-6     |

## Segona ronda
| Equip 1              | Global | Equip 2               | Anada | Tornada |
| -------------------- | ------ | --------------------- | ----- | ------- |
| Aberdeen FC          | 0-1    | Legia Varsòvia        | 0-0   | 0-1     |
| Olympiakos FC        | 1-4    | UC Sampdoria          | 0-1   | 1-3     |
| Manchester United FC | 5-0    | Wrexham A.F.C.        | 3-0   | 2-0     |
| Montpellier HSC      | 8-0    | Steaua Bucureşti      | 5-0   | 3-0     |
| FC Dinamo de Kíev    | 3-2    | Dukla Praga           | 1-0   | 2-2     |
| Fram                 | 1-5    | FC Barcelona          | 1-2   | 0-3     |
| R.F.C. de Liège      | 2-1    | CF Estrela da Amadora | 2-0   | 0-1     |
| FK Austria Wien      | 0-8    | Juventus FC           | 0-4   | 0-4     |

## Quarts de final
| Equip 1              | Global | Equip 2         | Anada | Tornada |
| -------------------- | ------ | --------------- | ----- | ------- |
| Legia Varsòvia       | 3-2    | UC Sampdoria    | 1-0   | 2-2     |
| Manchester United FC | 3-1    | Montpellier HSC | 1-1   | 2-0     |
| FC Dinamo de Kíev    | 3-4    | FC Barcelona    | 2-3   | 1-1     |
| R.F.C. de Liège      | 1-6    | Juventus FC     | 1-3   | 0-3     |

## Semifinals
| Equip 1        | Global | Equip 2              | Anada | Tornada |
| -------------- | ------ | -------------------- | ----- | ------- |
| Legia Varsòvia | 2-4    | Manchester United FC | 1-3   | 1-1     |
| FC Barcelona   | 3-2    | Juventus FC          | 3-1   | 0-1     |

## Final
| Manchester United FC | 2 – 1   | FC Barcelona |
| -------------------- | ------- | ------------ |
| Hughes 67' 74'       | (Resum) | Koeman 79'   |

| Guanyador de la Recopa d'Europa 1990-91 |
| --------------------------------------- |
| Manchester United FC Primer títol       |